# Dion Glover
Pour les articles homonymes, voir Glover.
Micaiah Diondae « Dion » Glover, né le 22 octobre 1978 à Marietta (Géorgie) aux États-Unis, est un joueur américain de basket-ball. Il évolue au poste d'arrière.